# Microichthys coccoi
Microichthys coccoi är en fiskart som beskrevs av Eduard Rüppell 1852. Microichthys coccoi ingår i släktet Microichthys och familjen Epigonidae. IUCN kategoriserar arten globalt som livskraftig. Inga underarter finns listade i Catalogue of Life.